# Saint-Germain-du-Puy
Saint-Germain-du-Puy is een gemeente in het Franse departement Cher (regio Centre-Val de Loire). De gemeente telde 4.852 inwoners op 1 januari 2022. De plaats maakt deel uit van het arrondissement Bourges.

## Geschiedenis
De plaats werd al genoemd in 1210. In 1830 werd een poging ondernomen om de moerassen langs de Yèvre droog te leggen. Dit lukte maar gedeeltelijk. In 1847 werd hier door Charles J. M. Lucas een heropvoedingskamp voor delinquente jongeren opgericht, de Colonie du Val d’Yèvre. Hier werden veroordeelde jongeren aan het werk gezet in de landbouw. De kolonie sloot de deuren in de jaren 1920. Vanaf de jaren 1970 is de plaats sterk gegroeid als voorstad van Bourges.

## Geografie
De oppervlakte van Saint-Germain-du-Puy bedroeg op 1 januari 2022 21,63 vierkante kilometer; de bevolkingsdichtheid was toen 224,3 inwoners per km².
Het centrum van de gemeente ligt aan weerszijden van de RN151. Meer naar het westen in de vallei van de Yèvre en aansluitend bij Bourges ligt Fenestrelay.
De onderstaande kaart toont de ligging van Saint-Germain-du-Puy met de belangrijkste infrastructuur en aangrenzende gemeenten.

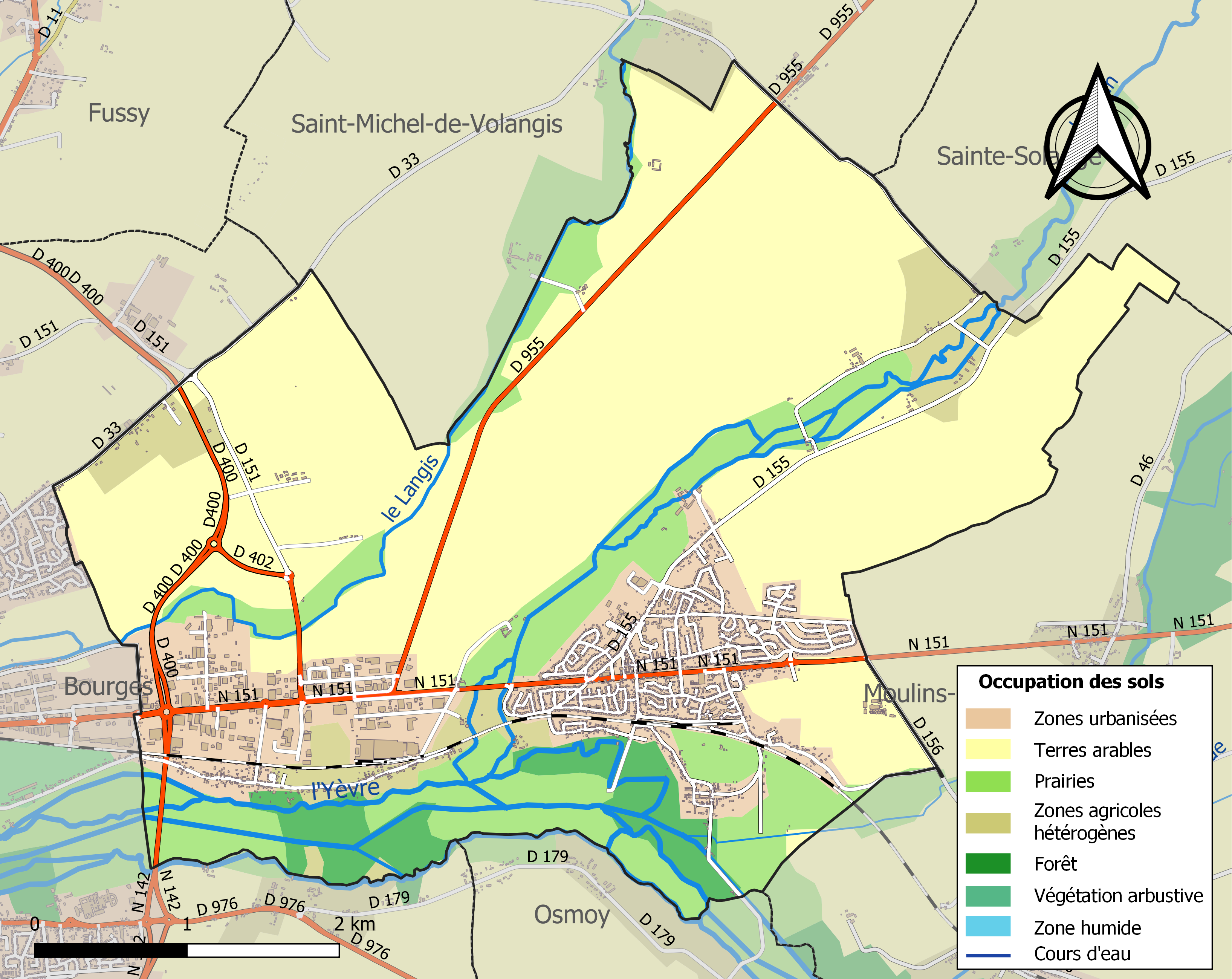

## Verkeer en vervoer
In de gemeente ligt spoorwegstation Saint-Germain-du-Puy.

## Demografie
Onderstaande figuur toont het verloop van het inwonertal (bron: INSEE-tellingen).